# Konklawe 1922
Konklawe 1922 – zgromadzenie kardynałów zwołane 2 lutego 1922 po śmierci papieża Benedykta XV a zakończone 6 lutego 1922 wyborem Achille Rattiego (Pius XI).

## Początek obrad
Po śmierci papieża Benedykta XV (22 stycznia 1922), w dniu 2 lutego zebrało się konklawe. W czasie mszy „Pro eligendo Papa”, inaugurującej konklawe przyszły kardynał Aurelio Galli mówił w kazaniu, że po wojnie, która zdegenerowała obyczaje, potrzebny jest papież zdolny do tego, aby podjąć starania o utrwalenie pokoju, leczyć dusze i dbać o Kościół dając mu dobre duchowieństwo, katolickie szkoły i prasę oraz wspierając misje.

## Lista uczestników
W konklawe uczestniczyło 53 z 60 kardynałów, w tym 5 nominatów Leona XIII, 21 nominatów Piusa X i 27 nominatów Benedykta XV:
- Vincenzo Vannutelli (Włochy; nominacja 30 grudnia 1889) – kardynał biskup Ostii i Palestriny; dziekan Świętego Kolegium Kardynałów; prefekt Świętej Kongregacji ds. Ceremoniału; archiprezbiter bazyliki liberiańskiej; datariusz Jego Świątobliwości
- Gaetano de Lai (Włochy; 16 grudnia 1907) – kardynał biskup Sabiny; subdziekan Świętego Kolegium Kardynałów; sekretarz Świętej Kongregacji Konsystorialnej
- Antonio Vico (Włochy; 27 listopada 1911) – kardynał biskup Porto e Santa Rufina; prefekt Świętej Kongregacji ds. Obrzędów
- Gennaro Granito Pignatelli di Belmonte (Włochy; 27 listopada 1911) – kardynał biskup Albano
- Basilio Pompilj (Włochy; 27 listopada 1911) – kardynał biskup Velletri; archiprezbiter bazyliki laterańskiej; wikariusz generalny diecezji rzymskiej
- Giovanni Cagliero SDB (Włochy; 6 grudnia 1915) – kardynał biskup Frascati
- Michael Logue (Irlandia; 16 stycznia 1893) – kardynał prezbiter S. Maria della Pace; protoprezbiter Świętego Kolegium Kardynałów; arcybiskup Armagh i prymas Irlandii
- Giuseppe Francica-Nava di Bontifé (Włochy; 19 czerwca 1899) – kardynał prezbiter Ss. Giovanni e Paolo; arcybiskup Katanii
- Agostino Richelmy (Włochy; 19 czerwca 1899) – kardynał prezbiter S. Maria in Via; arcybiskup Turynu
- Bartolomeo Bacilieri (Włochy; 15 kwietnia 1901) – kardynał prezbiter S. Bartolomeo all’Isola; biskup Werony
- Rafael Merry del Val y Zulueta (Hiszpania; 9 listopada 1903) – kardynał prezbiter S. Prassede; sekretarz Najwyższej Świętej Kongregacji Świętego Oficjum; archiprezbiter bazyliki watykańskiej; prefekt Fabryki Świętego Piotra; kamerling Świętego Kolegium Kardynałów
- Ottavio Cagiano de Azevedo (Włochy; 11 grudnia 1905) – kardynał prezbiter S. Lorenzo in Damaso; kanclerz Świętego Kościoła Rzymskiego
- Pietro Maffi (Włochy; 16 kwietnia 1907) – kardynał prezbiter S. Crisogono; arcybiskup Pizy
- Alessandro Lualdi (Włochy; 16 kwietnia 1907) – kardynał prezbiter Ss. Andrea e Gregorio al Monte Celio; arcybiskup Palermo
- Désiré-Joseph Mercier (Belgia; 16 kwietnia 1907) – kardynał prezbiter S. Pietro in Vincoli; arcybiskup Mechelen i prymas Belgii
- Pietro Gasparri (Włochy; 16 grudnia 1907) – kardynał prezbiter S. Lorenzo in Lucina; sekretarz stanu Stolicy Apostolskiej; kamerling Świętego Kościoła Rzymskiego; przewodniczący Papieskiej Komisji ds. Autentycznej Interpretacji Kodeksu Prawa Kanonicznego; przewodniczący Rady ds. Patrymonium Stolicy Apostolskiej
- Louis-Henri Luçon (Francja; 16 grudnia 1907) – kardynał prezbiter S. Maria Nuova e Santa Francesca Romana; arcybiskup Reims
- Paulin-Pierre Andrieu (Francja; 16 grudnia 1907) – kardynał prezbiter S. Onofrio; arcybiskup Bordeaux
- António Mendes Bello (Portugalia; 27 listopada 1911) – kardynał prezbiter Ss. Marcellino e Pietro; patriarcha Lizbony
- Francis Bourne (Wielka Brytania; 27 listopada 1911) – kardynał prezbiter S. Pudenziana; arcybiskup Westminster
- Willem Marinus van Rossum CSsR (Holandia; 27 listopada 1911) – kardynał prezbiter S. Croce in Gerusalemme; prefekt Świętej Kongregacji Rozkrzewiania Wiary; przewodniczący Papieskiej Komisji Biblijnej
- János Csernoch (Węgry; 25 maja 1914) – kardynał prezbiter S. Eusebio; arcybiskup Esztergom i prymas Węgier
- Friedrich-Gustav Piffl CRLA (Austria; 25 maja 1914) – kardynał prezbiter S. Marco; arcybiskup Wiednia
- Alfonso Maria Mistrangelo SchP (Włochy; 6 grudnia 1915) – kardynał prezbiter S. Maria degli Angeli; arcybiskup Florencji
- Andreas Frühwirth OP (Austria; 6 grudnia 1915) – kardynał prezbiter Ss. Cosma e Damiano
- Raffaele Scapinelli di Léguigno (Włochy; 6 grudnia 1915) – kardynał prezbiter S. Girolamo degli Schiavoni
- Pietro La Fontaine (Włochy; 6 grudnia 1916) – kardynał prezbiter Ss. XII Apostoli; patriarcha Wenecji
- Vittorio Amedeo Ranuzzi de’ Bianchi (Włochy; 6 grudnia 1916) – kardynał prezbiter S. Prisca
- Donato Raffaele Sbarretti (Włochy; 6 grudnia 1916) – kardynał prezbiter S. Silvestro in Capite; prefekt Świętej Kongregacji Soboru Trydenckiego
- Louis-Ernest Dubois (Francja; 6 grudnia 1916) – kardynał prezbiter S. Maria in Aquiro; arcybiskup Paryża
- Tommaso Pio Boggiani OP (Włochy; 6 grudnia 1916) – kardynał prezbiter Ss. Quirico e Giulitta
- Alessio Ascalesi CPPS (Włochy; 6 grudnia 1916) – kardynał prezbiter S. Callisto
- Louis-Joseph Maurin (Francja; 6 grudnia 1916) – kardynał prezbiter SS. Trinita al Monte Pincio
- Adolf Bertram (Niemcy; 6 grudnia 1916) – kardynał prezbiter S. Agnese fuori le mura; biskup Wrocławia
- Augusto Silj (Włochy; 19 grudnia 1919) – kardynał prezbiter S. Cecilia; prefekt Najwyższego Trybunału Sygnatury Apostolskiej
- Juan Soldevilla y Romero (Hiszpania; 19 grudnia 1919) – kardynał prezbiter S. Maria del Popolo; arcybiskup Saragossy
- Teodoro Valfré di Bonzo (Włochy; 19 grudnia 1919) – kardynał prezbiter S. Maria sopra Minerva; prefekt Świętej Kongregacji ds. Zakonów
- Aleksander Kakowski (Polska; 19 grudnia 1919) – kardynał prezbiter S. Agostino; arcybiskup Warszawy
- Edmund Dalbor (Polska; 19 grudnia 1919) – kardynał prezbiter S. Giovanni a Porta Latina; arcybiskup Gniezna i Poznania, prymas Polski
- Francesco Ragonesi (Włochy; 7 marca 1921) – kardynał prezbiter S. Marcello
- Michael von Faulhaber (Niemcy; 7 marca 1921) – kardynał prezbiter S. Anastasia; arcybiskup Monachium-Fryzyngi
- Joan Baptista Benlloch i Vivó (Hiszpania; 7 marca 1921) – kardynał prezbiter S. Maria in Aracoeli; arcybiskup Burgos
- Francisco de Asís Vidal y Barraquer (Hiszpania; 7 marca 1921) – kardynał prezbiter S. Sabina; arcybiskup Tarragony
- Karl Joseph Schulte (Niemcy; 7 marca 1921) – kardynał prezbiter Ss. IV Coronati; arcybiskup Kolonii
- Giovanni Tacci (Włochy; 13 czerwca 1921) – kardynał prezbiter S. Maria in Trastevere
- Achille Ratti (Włochy; 13 czerwca 1921) – kardynał prezbiter Ss. Silvestro e Martino ai Monti; arcybiskup Mediolanu
- Gaetano Bisleti (Włochy; 27 listopada 1911) – kardynał diakon S. Agata in Suburra; protodiakon Świętego Kolegium Kardynałów; prefekt Świętej Kongregacji ds. Seminariów i Uniwersytetów; wielki przeor zakonu joannitów w Rzymie
- Louis Billot SJ (Francja; 27 listopada 1911) – kardynał diakon S. Maria in Via Lata
- Michele Lega (Włochy; 25 maja 1914) – kardynał diakon S.Eustachio; prefekt Świętej Kongregacji ds. Dyscypliny Sakramentów
- Francis Aidan Gasquet OSB (Wielka Brytania; 25 maja 1914) – kardynał diakon S. Maria in Portico; bibliotekarz i archiwista Świętego Kościoła Rzymskiego
- Niccolò Marini (Włochy; 6 grudnia 1916) – kardynał diakon S. Maria in Domnica; sekretarz Świętej Kongregacji Kościołów Wschodnich
- Oreste Giorgi (Włochy; 6 grudnia 1916) – kardynał diakon S. Maria in Cosmedin; penitencjariusz większy
- Camillo Laurenti (Włochy; 13 czerwca 1921) – kardynał diakon S. Maria della Scala

### Spóźnieni
Trzech północnoamerykańskich kardynałów, dwóch z nominacji Piusa X, jeden – Benedykta XV:
- William O’Connell (Stany Zjednoczone; 27 listopada 1911) – kardynał prezbiter S. Clemente; arcybiskup Bostonu
- Louis-Nazaire Bégin (Kanada; 25 maja 1914) – kardynał prezbiter Ss. Vitale, Gervasio e Protasio; arcybiskup Quebec
- Denis Dougherty (Stany Zjednoczone; 7 marca 1921) – kardynał prezbiter Ss. Nereo ed Achilleo; arcybiskup Filadelfii

### Nieobecni
Czterech kardynałów (trzech z nominacji Leona XIII i jeden Piusa X) w ogóle nie przybyło do Rzymu, usprawiedliwiając się złym stanem zdrowia lub zbyt dużą odległością:
- Giuseppe Antonio Ermenegildo Prisco (Włochy; 30 listopada 1896) – kardynał prezbiter S. Sisto; arcybiskup Neapolu
- José María Martín de Herrera y de la Iglesia (Hiszpania; 19 kwietnia 1897) – kardynał prezbiter S. Maria in Transpontina; arcybiskup Santiago de Compostela
- Lev Skrbenský z Hříště (Czechosłowacja; 15 kwietnia 1901) – kardynał prezbiter S. Stefano al Monte Celio
- Joaquim Arcoverde de Albuquerque Cavalcanti (Brazylia; 11 grudnia 1905) – kardynał prezbiter Ss. Bonifacio ed Alessio; arcybiskup Rio de Janeiro

## Potencjalni kandydaci
Kolegium Kardynalskie podzielone było na dwa obozy: „liberalny”, opowiadający się za kontynuacją linii Benedykta XV, oraz tradycjonalistyczny, chcący powrotu do programu Piusa X. Głównym kandydatem z pierwszego obozu był sekretarz stanu Benedykta XV Pietro Gasparri, natomiast konserwatyści popierali hiszpańskiego kardynała Merry del Val, sekretarza stanu za pontyfikatu Piusa X, obecnie stojącego na czele Świętego Oficjum. Za papabile uważano jeszcze kilku innych kardynałów.

## Przebieg obrad i wybór
Konklawe rozpoczęło się 2 lutego, a zakończyło się po 4 dniach obrad i 14 głosowaniach. Wyniki poszczególnych głosowań są znane dzięki zapiskom kardynałów Piffla i La Fontaine, które opublikowano po ich śmierci. Publikacje te miały znaczący wpływ na późniejsze zaostrzenie przepisów dotyczących zachowania tajemnicy co do przebiegu konklawe.
A) Głosowania 3 lutego
1) pierwsze głosowanie (poranne):
- Merry del Val – 12
- Maffi – 10
- Gasparri – 8
- Ratti – 5
- La Fontaine, van Rossum – po 4
- Bisleti – 3
- De Lai, Pompilj, Laurenti – po 2
- Mercier – 1

2) drugie głosowanie (poranne):
- Merry del Val – 11
- Maffi, Gasparri – po 10
- La Fontaine – 9
- Ratti – 5
- Laurenti – 4
- De Lai – 2
- Bisleti, Pompilj – po 1

3) trzecie głosowanie (popołudniowe):
- Merry del Val – 14
- Gasparri – 11
- Maffi – 10
- Ratti – 6
- Bisleti – 4
- Laurenti – 3
- La Fontaine – 2
- De Lai, Pomphilj, Lega – po 1

4) czwarte głosowanie (popołudniowe):
- Merry del Val – 17
- Gasparri – 13
- Maffi – 9
- Ratti – 5
- Bisleti – 4
- Laurenti – 2
- La Fontaine, Pomphilj, Lega – po 1

B) Głosowania 4 lutego
5) piąte głosowanie (poranne):
- Gasparri – 21
- Merry del Val – 13
- La Fontaine – 7
- Ratti – 5
- Bisleti, Laurenti – po 2
- Maffi, De Lai, Pomphilj – po 1

6) szóste głosowanie (poranne):
- Gasparri – 24
- La Fontaine – 13
- Merry del Val – 7
- Ratti – 4
- Bisleti, Laurenti – po 2
- De Lai – 1

7) siódme głosowanie (popołudniowe):
- Gasparri – 24
- La Fontaine – 22
- Ratti – 4
- Merry del Val, Bisleti, Laurenti – po 1

8) ósme głosowanie (popołudniowe):
- Gasparri – 24
- La Fontaine – 21
- Ratti – 5
- Pomphilj, Bisleti, Laurenti – po 1

C) Głosowania 5 lutego
9) dziewiąte głosowanie (poranne):
- Gasparri – 19
- La Fontaine – 18
- Ratti – 11
- Laurenti – 3
- Pomphilj, Giorgi – po 1

10) dziesiąte głosowanie (poranne):
- Gasparri – 16
- Ratti – 14
- La Fontaine, Belmonte – po 8
- Laurenti – 5
- Giorgi, Sbaretti – po 1

11) jedenaste głosowanie (popołudniowe):
- Ratti – 24
- La Fontaine – 23
- Laurenti – 4
- Gasparri – 2

12) dwunaste głosowanie (popołudniowe):
- Ratti – 27
- La Fontaine – 22
- Laurenti – 3
- Gasparri – 1

D) Głosowania 6 lutego
13) trzynaste głosowanie (poranne):
- Ratti – 30
- La Fontaine – 18
- Laurenti – 4
- De Lai – 1

14) czternaste głosowanie (poranne):
- Ratti – 42
- La Fontaine – 9
- Laurenti – 2

Zgodnie z oczekiwaniami pierwsze głosowania były starciem Gasparriego i Merry del Val, choć na samym początku sporo głosów dostawał także Pietro Maffi z Pizy. Począwszy od piątego głosowania zwolennicy Merry del Val zaczęli przerzucać swe głosy na patriarchę Wenecji La Fontaine, a wkrótce potem zaczęło spadać poparcie także dla Gasparriego. Ostatecznie zdecydowano się na rozwiązanie kompromisowe w postaci wyboru arcybiskupa Mediolanu Achille Ratti, który 6 lutego w czternastym głosowaniu uzyskał wreszcie wymaganą większość głosów. Elekt przybrał imię Pius XI. W przeciwieństwie do swoich trzech poprzedników udzielił on pierwszego błogosławieństwa z zewnętrznej loggii bazyliki watykańskiej. Leon XIII, Pius X i Benedykt XV nie uczynili tego na znak solidarności z Piusem IX, który po aneksji Państwa Kościelnego przez Włochy uznał się za „więźnia Watykanu”.